# 阿鲁河畔马尔利
阿魯河畔马尔利（法語：Marly-sur-Arroux，法語發音：[maʁli syʁ aʁu]）是法国索恩-卢瓦尔省的一个市镇，属于沙罗勒区。

## 地理
阿鲁河畔马尔利（46°37'7"N, 4°8'3"E）面积25.6 平方千米，位于法国勃艮第-弗朗什-孔泰大區索恩-卢瓦尔省，该省份为法国中部省份，北起顺时针与科多尔省、汝拉省、安省、罗讷省、卢瓦尔省、阿列省和涅夫勒省接壤。
与阿鲁河畔马尔利接壤的市镇（或旧市镇、城区）包括：阿鲁河畔土伦、沙西、格尼翁、乌德里、圣罗曼苏韦尔西尼、阿鲁河畔旺德内斯。

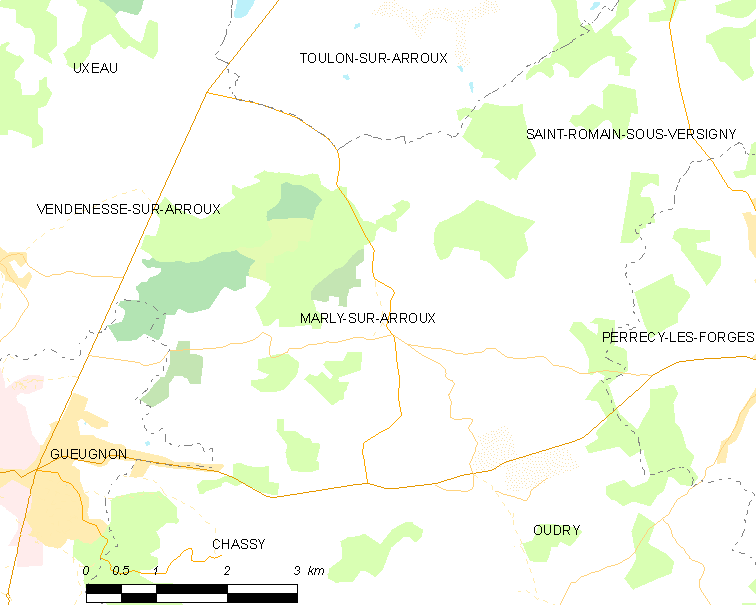
阿鲁河畔马尔利的OSM定位图

阿鲁河畔马尔利的时区为UTC+01:00、UTC+02:00（夏令时）。

## 行政
阿鲁河畔马尔利的邮政编码为71420，INSEE市镇编码为71281。

## 政治
阿鲁河畔马尔利所属的省级选区为格尼翁县。

## 人口

1962-2008年间阿鲁河畔马尔利人口变化图示

阿鲁河畔马尔利于2022年1月1日时的人口数量为297人。